# Compagnie des chemins de fer des Ardennes
Die Compagnie des chemins de fer des Ardennes, früher Compagnie du chemin de fer des Ardennes et de l'Oise, war eine Aktiengesellschaft, die zwischen 1855 und 1863 ein Schienennetz auf französischem Boden aufbaute und betrieb. Sie wurde am 1. Januar 1864, dem offiziellen Datum ihrer Fusion mit der Compagnie des chemins de fer de l’Est, aufgelöst.

## Geschichte
Die Aktiengesellschaft mit dem Namen Compagnie du chemin de fer des Ardennes et de l'Oise wurde durch ein kaiserliches Dekret vom 11. Juli 1855 genehmigt. Sie verfügte über ein Grundkapital von 21 Millionen Francs, das in 42.000 voll gezeichnete Aktien zu 500 Francs aufgeteilt war. Der erste Verwaltungsrat bestand aus Herzog Paul von Noailles, Baron Seillière, Baron Eugène Ladoucette, Jules François Riché, Graf Fernand Foy, Mathieu-Édouard Werlé, Charles Demachy, Bazin du Mesnil, Henri Galos, Samuel Laing, Charles Devaux, Mathew Uzielli und William Reed.
Ein kaiserliches Dekret vom 3. Juli 1857 ermächtigt die Gesellschaft, ihren Namen zu ändern, woraufhin sie Compagnie des chemins de fer des Ardennes genannt wird. Meistens wird sie als „Compagnie des Ardennes“ bezeichnet.
Sie wird von der Compagnie des chemins de fer de l’Est gemäß den Bedingungen eines Vertrags aufgekauft, der am 11. Juni 18594 durch zwei kaiserliche Dekrete genehmigt wurde. Der Vertrag sah vor, dass die Übernahme erst zwei Jahre nach Inbetriebnahme des Netzes der Compagnie des chemins de fer des Ardennes wirksam werden sollte. Diese Klausel wurde gemäß den Bedingungen einer am 15. März 1863 zwischen den beiden Gesellschaften unterzeichneten Vereinbarung geändert, in der das Datum der Fusion auf den 1. Januar 1864 festgelegt wurde. Diese Vereinbarung wurde am 11. Juni des folgenden Jahres durch ein kaiserliches Dekret genehmigt.

## Bahnstrecken

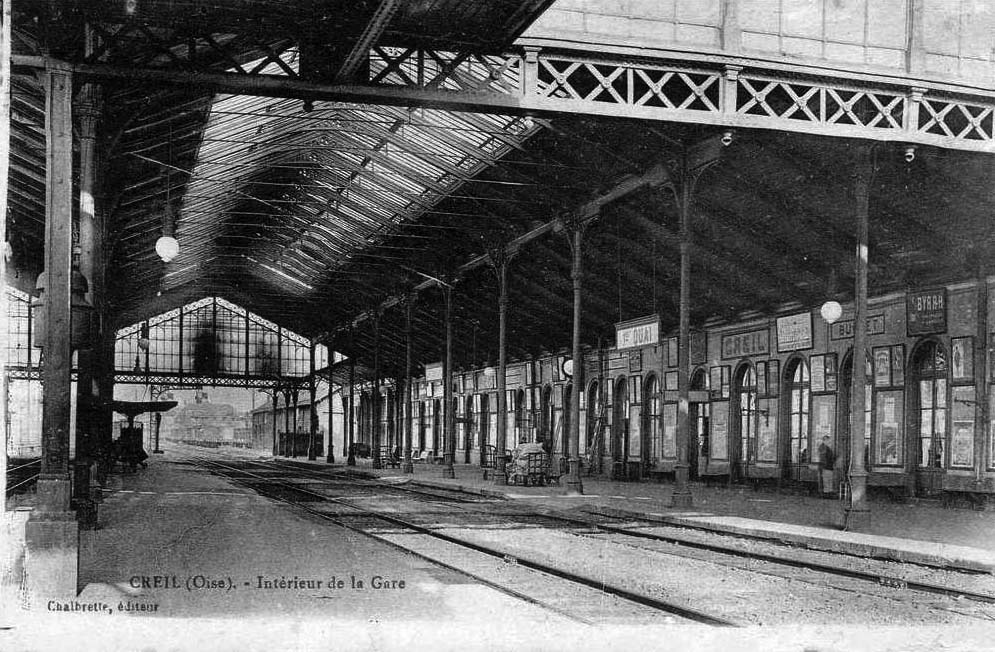
Bahnhof Creil

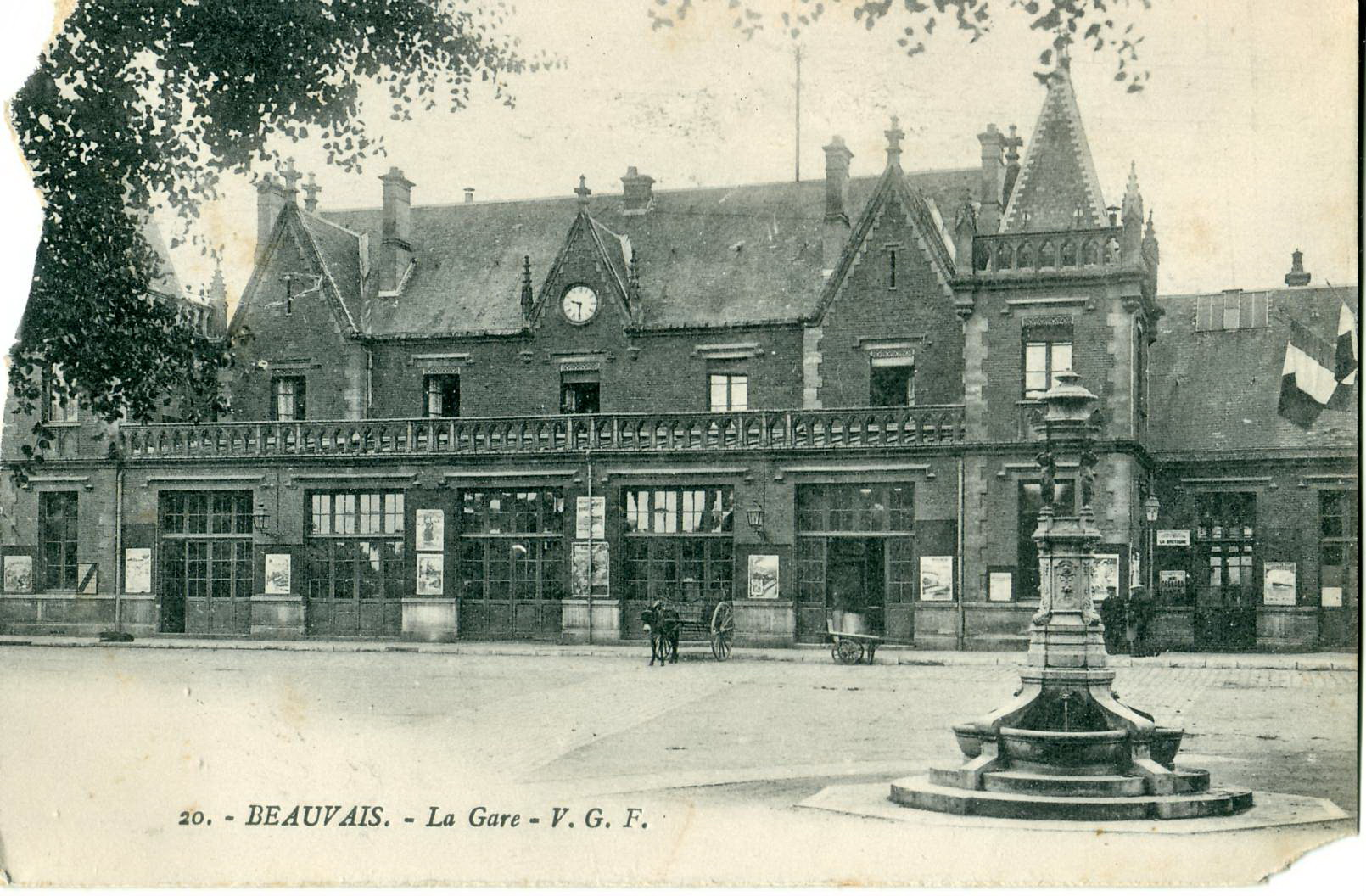
Bahnhof Beauvais

Die wichtigsten Bahnstrecken, die von der Compagnie des Ardennes konzessioniert und in Betrieb genommen wurden, waren wie folgt:
- Bahnstrecke Creil–Beauvais (1857)
- Bahnstrecke von Givet zur belgischen Grenze Richtung Morialmé (1862)
- Bahnstrecke Longuyon–Mont-Saint-Martin (Richtung Athus) (1863)
- Bahnstrecke Mohon–Thionville (1858–1863)
- Bahnstrecke Reims–Laon (1857)
- Bahnstrecke Soissons–Givet (1858–1863)